# Chaetaglaea sericea
Chaetaglaea sericea är en fjärilsart som beskrevs av Morrison 1874. Chaetaglaea sericea ingår i släktet Chaetaglaea och familjen nattflyn. Inga underarter finns listade i Catalogue of Life.